# Schiereilandveldtocht

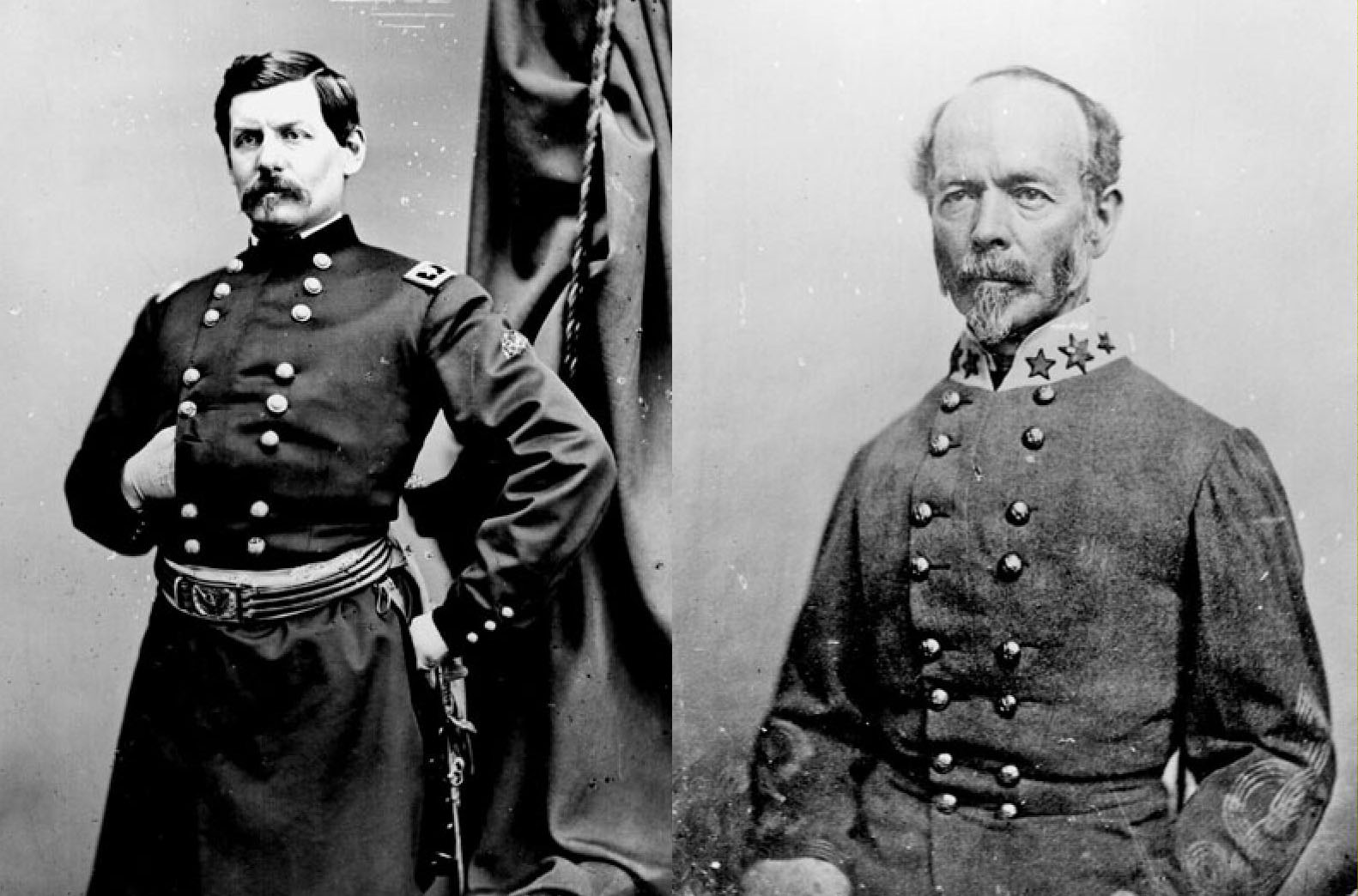
George B. McClellan en Joseph E. Johnston, bevelhebbers van de Noordelijke en Zuidelijke legers tijdens de Schiereilandveldtocht.

De Schiereilandveldtocht (Peninsula Campaign) vond plaats tussen maart en juli 1862 tijdens de Amerikaanse Burgeroorlog. Het was een groots opgezet Noordelijk offensief in het zuidoosten van Virginia. Deze operatie werd geleid door generaal-majoor George B. McClellan. Via een amfibische landing wilde hij de vijandelijke legers omzeilen en de Zuidelijke hoofdstad Richmond innemen. De eerste fase was succesvol omdat de Zuidelijke generaal Joseph E. Johnston een te voorzichtige opponent was. Toen Robert E. Lee de leiding kreeg, verloor McClellan het initiatief. In de Zevendagenslag zouden de Noordelijken een smadelijke nederlaag lijden.
McClellan liet zijn leger bij Fort Monroe landden en marcheerde daarna in noordwestelijke richting het Virginia-schiereiland op. De defensieve linie van brigadegeneraal John B. Magruder kwam als een totale verrassing voor McClellan. Zijn hoop op een snelle opmars werd de bodem ingeslagen. Hij liet zijn leger het beleg slaan voor Yorktown. Net voor de volledige omsingeling van de stad, trok Johnston het leger terug naar Richmond. De eerste zware gevechten vonden plaats in de Slag bij Williamsburg. De Noordelijken behaalden enkele tactische overwinningen. De Zuidelijken slaagden er telkens in van zich al vechtend verder terug te trekken. McClellan probeerde via een amfibische flankeerbeweging in Eltham's Landing de vijandelijke terugtocht af te snijden. Dit mislukte evenwel. De Noordelijke marine deed eveneens een poging om Richmond via de James River te benaderen. Ook zij slaagden niet in hun opzet.
Toen McClellan’s leger uiteindelijk de buitenwijken van Richmond bereikte, vond er een kleine slag plaats bij Hanover Court House. Johnston lanceerde een verrassingsaanval bij Seven Pines of Fair Oaks. Hoewel de bloedige slag geen overwinnaar opleverde, had het toch blijvende gevolgen voor de campagne. Op juni werd de gewonde Johnston vervangen door Robert E. Lee. Na zijn leger gereorganiseerd te hebben, ging hij zelf tot het offensief over. De Zevendagenslag, tussen 25 juni en 1 juli vormden het hoogtepunt en tevens de nederlaag voor McClellans campagne.

## Achtergrond
Op 20 augustus 1861 richtte generaal-majoor George B. McClellan het Army of the Potomac op. Hij werd zelf de eerste bevelhebber. Tijdens de zomer en de herfst leidde hij zijn troepen op. Tijdens zijn vele visites en parades verbeterde de kwaliteit en het moreel van het leger zienderogen. Hij zou zeer populair blijven bij zijn soldaten. Hij richtte eveneens een fortengordel in rond Washington die uit 48 forten en versterkte punten bestond. Deze gordel werd verdedigd door 480 kanonnen en 7.200 soldaten.
Op 1 november 1861 ging generaal Winfield Scott met pensioen. McClellan werd benoemd tot zijn opvolger als opperbevelhebber van de Noordelijke legers. De president twijfelde of McClellan wel beide rollen kon vervullen, maar hij was er vast van overtuigd.
Op 12 januari 1862 onthulde McClellan zijn plannen. Hij wilde het Army of the Potomac over zee transporteren naar Urbanna, Virginia op de Rappahannockrivier. Hierbij zou hij de Zuidelijke strijdkrachten bij Washington flankeren en over land de vijandelijke hoofdstad Richmond innemen. Op 27 januari vaardigt Lincoln het bevel uit dat alle eenheden tegen 22 februari klaar moeten zijn voor offensieve acties. Op 31 januari vaardigt hij een bijkomend bevel uit waarbij het Army of the Potomac de Zuidelijke strijdkrachten moet aanvallen bij Manassas en Centreville. McClellan stuurde onmiddellijk een 22 pagina’s tellend antwoord waarin stond dat dit bevel onzinnig was en stuurde hierbij aan op het voorgenomen offensief via de amfibisch aanval. Hoewel Lincoln veel meer vertrouwen had in zijn eigen ideeën, gaf hij toch toe toen hij met opluchting vaststelde dat er schot in de zaak kwam. Op 8 maart werd er in het Witte Huis een vergadering samengeroepen met alle officieren die onder McClellan dienden om na te gaan hoe groot het draagvlak voor de amfibische aanval was. De officieren verwoorden hun geloof in de plannen van McClellan. Na deze vergadering benoemde de president de verschillende korpscommandanten die rechtstreeks aan McClellan dienden te rapporteren.
Voor McClellan zijn plannen kon uitvoeren, trok de Zuidelijke generaal Joseph E. Johnston zich terug uit de stellingen bij Washington. Hij liet zijn leger nieuwe stellingen innemen ten zuiden van de Rappahanockrivier. De Urbannastrategie was waardeloos geworden. McClellan herschreef zijn plannen. De Noordelijke troepen zouden nu bij Fort Monroe landen en via het schiereiland van Virginia oprukken naar Richmond. Toen deze plannen bekend werden, kwam hij onder zwaar vuur te liggen in de pers en in het Congres.
Een verdere complicatie voor zijn plannen was het opstomen van het eerste gepantserd schip de CSS Virginia. Washington werd gegrepen door een paniekgolf. Alle maritieme operaties werden in gevaar gebracht door dit vijandelijk schip. In de Slag bij Hampton Roads op 8 en 9 maart 1862 vernietigde de Virginia verschillende houten schepen die de haven van Hampton Roads blokkeerden. De volgende dag verscheen de Noordelijke gepantserde tegenhanger, de USS Monitor op het strijdtoneel. Hoewel het duel tussen beide schepen geen overwinnaar met zich meebracht, werd deze slag toch wereldnieuws. Na de slag werd duidelijk dat dit de toekomst van maritieme oorlogsvoering was. Beide schepen liepen geen schade op. Het enige resultaat was dat de Zuidelijken geen houten schepen meer aanvielen.
OP 11 maart 1862 werd McClellan vervangen als opperbevelhebber van het leger. Hij bleef wel bevelhebber van het Army of the Potomac. Nu kon hij zich volledig concentreren op het veroveren van Richmond. McClellan zelf zag dit als een complot om zijn positie te ondermijnen en de campagne op voorhand te doen mislukken.

## Samenstelling van de legers
Het Army of the Potomac telde ongeveer 50.000 soldaten bij aankomst van McClellan. Bij het begin van de campagne was het leger gegroeid tot 121.500. Het leger werd ingedeeld in drie grote korpsen en nog enkele kleinere afdelingen.
- II Corps onder leiding van brigadegeneraal Edwin V. Sumner: ingedeeld in twee divisies onder leiding van brigadegeneraal Israel B. Richardson en brigadegeneraal John Sedgwick

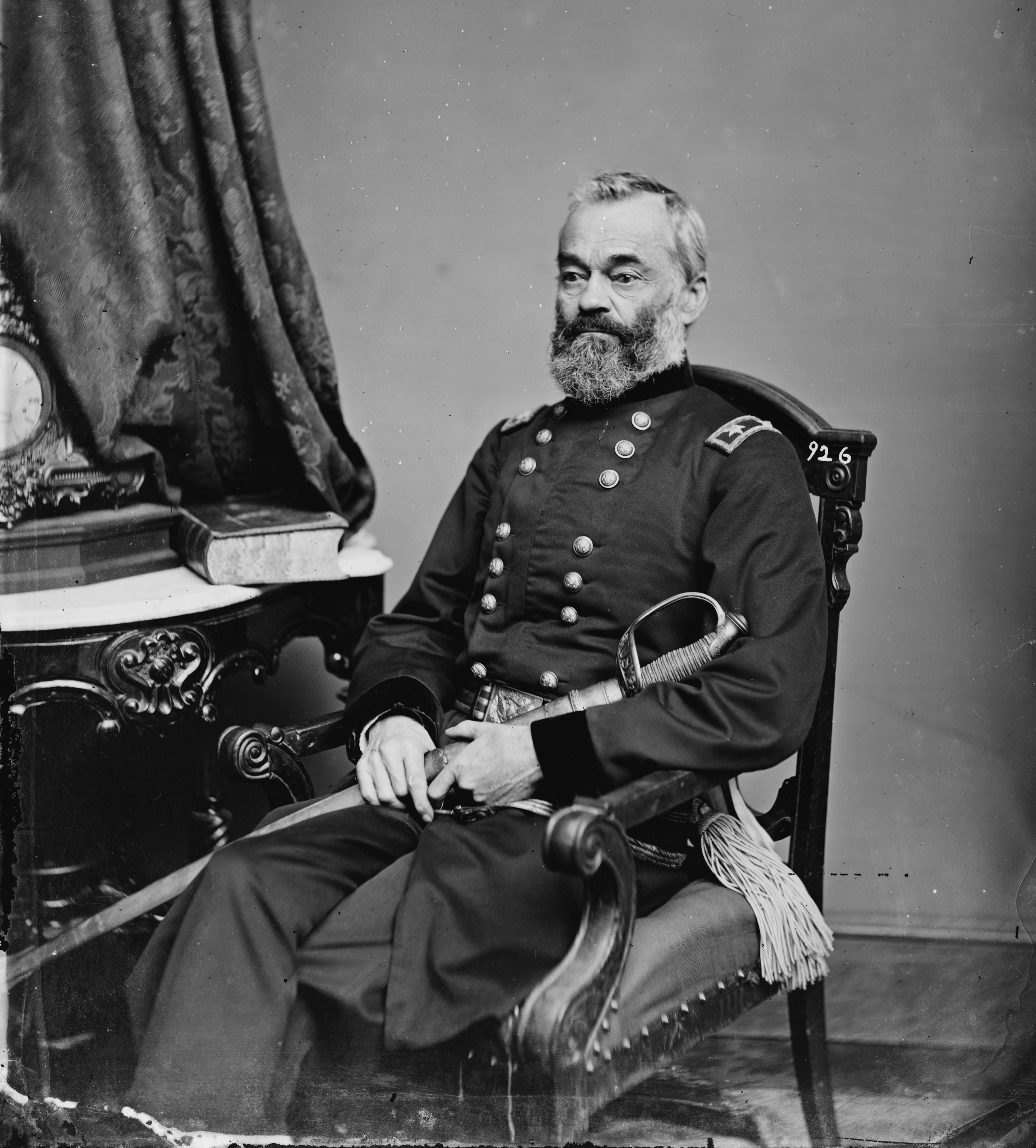
III Corps onder leiding van brigadegeneraal Samuel P. Heintzelman: ingedeeld in drie divisies onder leiding van brigadegeneraals Fitz John Porter, Joseph Hooker en Charles S. Hamilton
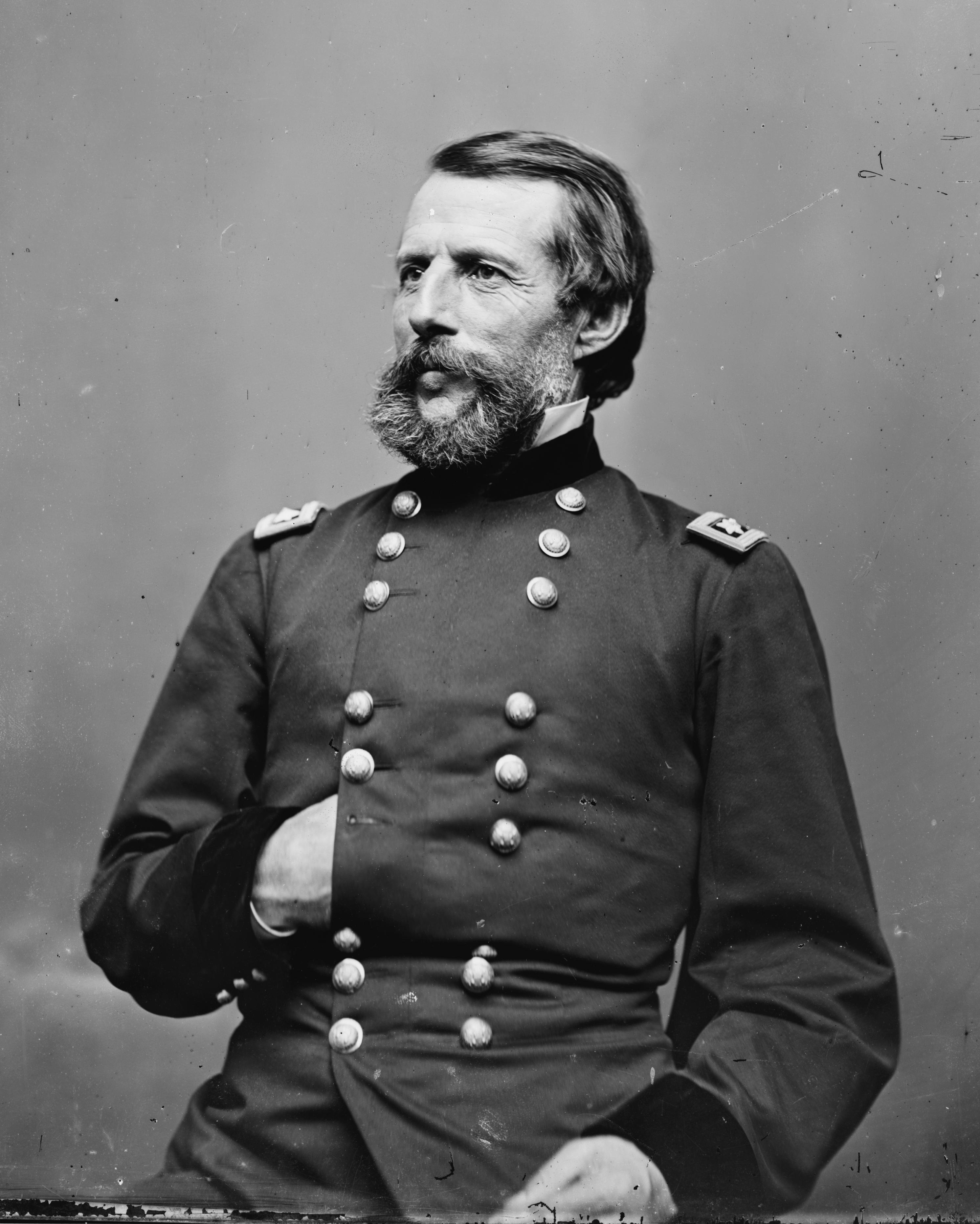
IV Corps onder leiding van brigadegeneraal Erasmus D. Keyes: bestaande uit drie divisies onder leiding van brigadegeneraals Darius N. Couch, William F. "Baldy" Smith en Silas Casey
- 1st Division van het I Corps onder leiding van brigadegeneraal William B. Franklin
- Reserve infantry onder leiding van brigadegeneraal George Sykes
- Cavalerie onder leiding van brigadegeneraal George Stoneman
- Het garnizoen van Fort Monroe: 12.000 soldaten onder leiding van generaal-majoor John E. Wool; Wool werd snel overgeplaatst naar een ander departement in Baltimore toen bleek dat hij een hogere rang had dan McClellan.

Het Zuidelijke leger Army of Northern Virginia onder leiding van Joseph E. Johnston bestond uit drie zogenaamde vleugels die onderverdeeld waren in verschillende brigades.
- Left Wing onder leiding van generaal-majoor Daniel H. Hill: ingedeeld in vier brigades onder leiding van brigadegeneraals Robert E. Rodes, Winfield S. Featherston, Jubal A. Early en Gabriel J. Raines

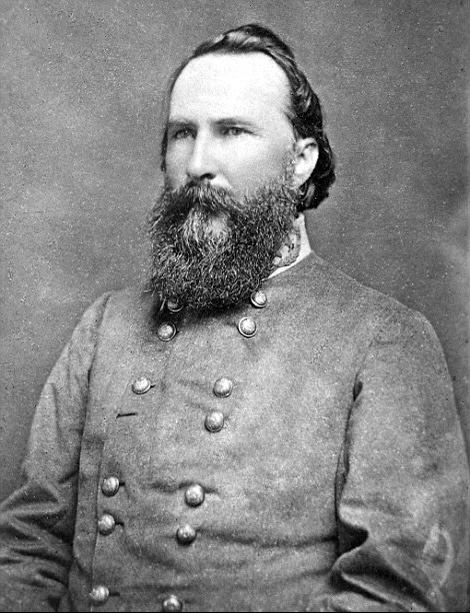
Center Wing onder leiding van generaal-majoor James Longstreet: ingedeeld in zes brigades onder leiding van de brigadegeneraals A.P. Hill, Richard H. Anderson, George E. Pickett, Cadmus M. Wilcox, Raleigh E. Colston en Roger A. Pryor
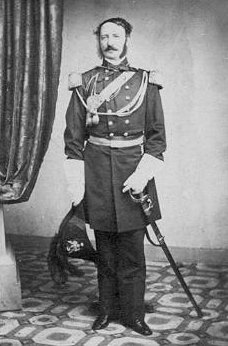
Right Wing, Maj. Onder leiding van generaal John B. Magruder: ingedeeld in een divisie onder leiding van brigadegeneraal Lafayette McLaws (brigades van brigadegeneraals Paul J. Semmes, Richard Griffith, Joseph B. Kershaw en Howell Cobb) en een divisie onder leiding van brigadegeneraal David R. Jones (brigades van brigadegeneraals Robert A. Toombs en George T. Anderson)
- Reserve onder leiding van generaal-majoor Gustavus W. Smith
- Cavalerie onder leiding van brigadegeneraal J.E.B. Stuart

Echter, toen het Noordelijk leger landde, waren 13.000 soldaten van Magruder de enige op het schiereiland. De rest van Johnstons leger (43.000 soldaten) bevonden zich bij Culpeper. 6.000 soldaten onder leiding van generaal-majoor Theophilus H. Holmes bevonden zich bij Fredericksburg. In Norfolk waren er 9.000 soldaten gelegerd onder leiding van generaal-majoor Benjamin Huger. Op 13 maart werd Robert E. Lee de hoofdadviseur van Jefferson Davis.
De strijdkrachten in de Shenandoahvallei speelden eerst een indirecte rol in de veldtocht. Ongeveer 50.000 soldaten onder leiding van generaal-majoors Nathaniel P. Banks en Irvin McDowell achtervolgden en vochten met een veel kleiner leger onder leiding van Thomas Jackson. De snelle manoeuvres van Jackson voorkwamen dat de Noordelijke eenheden McClellan konden gaan versterken, zoals eerst voorzien was.
Magruder had drie defensieve linies aangelegd over het schiereiland. De eerste lag op ongeveer 18 km ten noorden van Fort Monroe. Het was bemand met kleine infanterie-eenheden en artillerie. Het telde te weinig soldaten om het Noordelijk offensief tegen te houden. Het enig doel van deze linie was het vormen van een buffer tussen de Noordelijken en de veel sterkere tweede verdedigingslinie die van Yorktown tot Mulberry Island liep. Deze Warwick Line bestond uit redoutes, geweerpost en andere fortificaties achter de Warwick rivier. De derde defensieve linie bestond uit een serie forten rond Williamsburg. Deze waren echter onbemand. Deze linie zou gebruikt worden om de terugtrekkende soldaten van de tweede linie te herbergen.

## Schiereilandveldtocht

### Landing op het schiereiland tot deSlag bij Yorktown (1862)
Op 17 maart 1862 vertrok de vloot met McClellans leger uit Alexandria (Virginia). Het was een armada van schepen die 121.500 soldaten, 44 batterijen, 1.150 voorraadwagens, 15.000 paarden en tonnen met uitrusting en voorraden transporteerden.
De Virginia was nog altijd operationeel. Daarom kon de Noordelijke marine geen veilige doorgang waarborgen voor de vloot. McClellan gaf het order aan zijn troepen om op 4 april de landing uit te voeren.

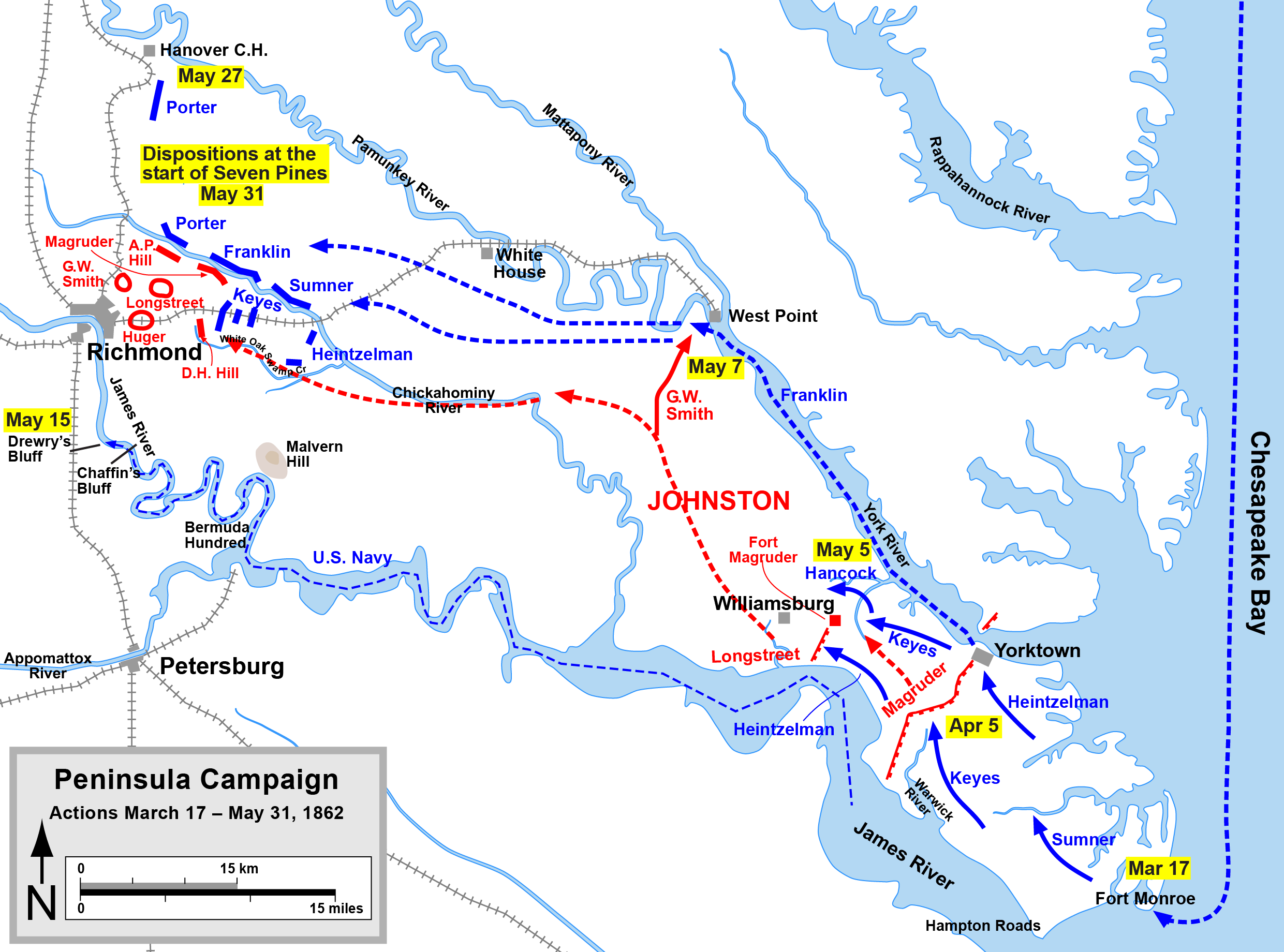
Schiereilandveldtocht, overzicht van de gebeurtenissen tot aan de Slag bij Seven Pines.

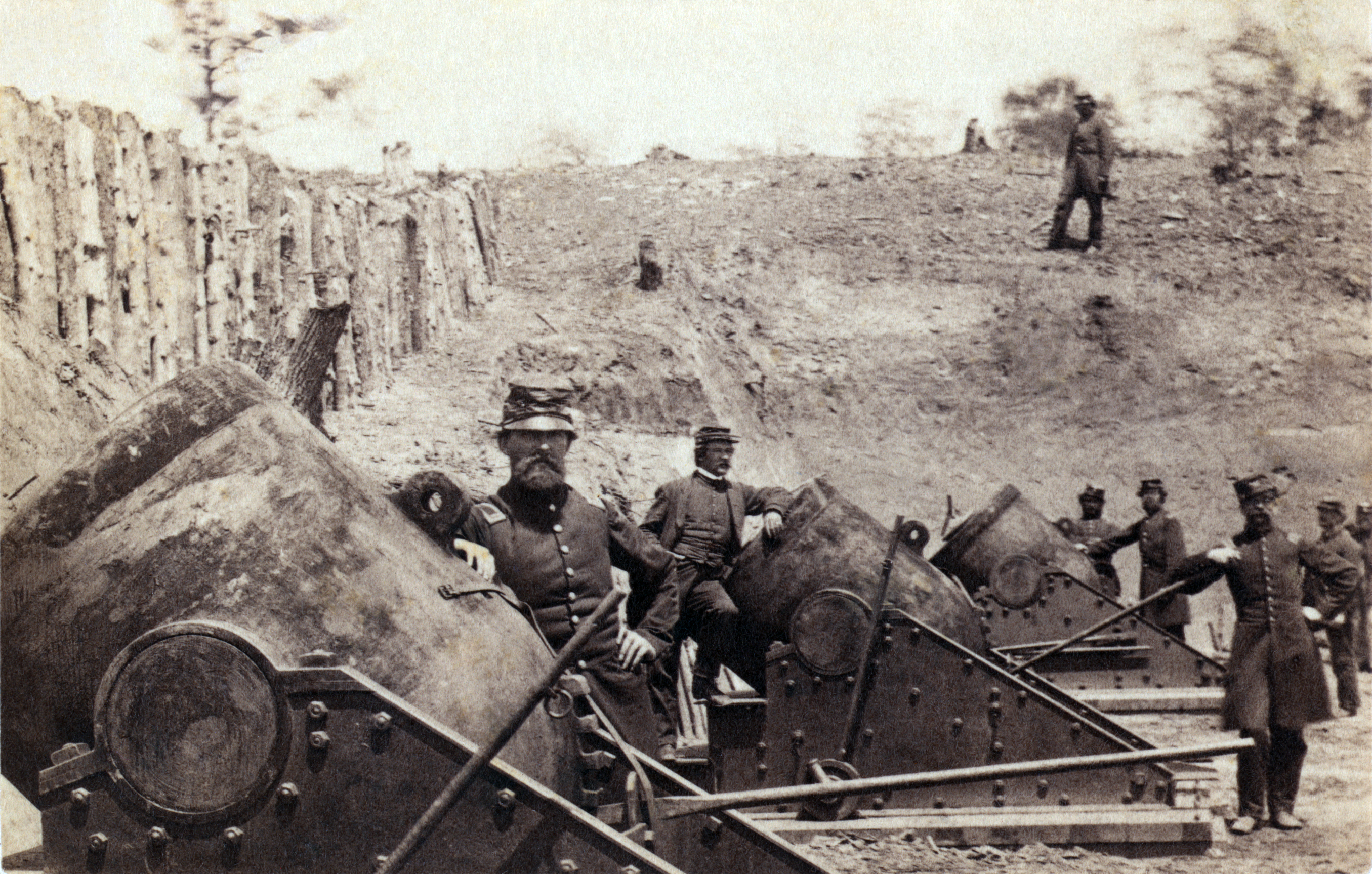
Noordelijke batterij met 13-inch mortieren, Model 1861, tijdens de Slag bij Yorktown

Na een succesvolle landing op het schiereiland, maakte het IV Corps van brigadegeneraal Erasmus D. Keyes het eerste contact met de Zuidelijke verdedigingslinie bij Lee's Mill. Dit was een onverwachte tegenvaller omdat McClellan hier geen tegenstand verwachtte. De veelvuldige bewegingen langs deze linie overtuigden de Noordelijken ervan, dat deze stellingen zwaar verdedigd werden door Magruders soldaten. Terwijl de twee legers een artillerieduel uitvochten, kwam er een verkenningsrapport binnen bij McClellan waarin stond, dat een frontale aanval op de linie af te raden was. McClellan liet zijn belegeringsartillerie aanrukken om de vijandelijke stellingen te beschieten. Ondertussen kreeg Magruder versterkingen toegestuurd van Johnston.
McClellan stuurde nog meer verkenners op pad om zwakke punten te ontdekken in de vijandelijke linie. Ondertussen liet hij zijn leger zich ingraven met het doel om Yorktown te belegeren. Naast de rapporten van de verkenners, kreeg McClellan een boodschap toegestuurd van Lincoln. Het I Corps van generaal-majoor Irvin McDowell moest de verdediging van Washington vrijwaren en kon daarom niet ingezet worden op het schiereiland. Door de ontwikkelingen in de Shenandoahvallei tegen Thomas Jackson was Lincoln ongerust over de verdediging van de hoofdstad. McClellan protesteerde. Hij vond, dat hij te weinig troepen en middelen kreeg om een succesvolle veldtocht te leiden.
De volgende tien dagen groeven de Noordelijke soldaten zich verder in, terwijl Magruder steeds meer versterkingen kreeg. Toch had Magruder te weinig soldaten. 35.000 soldaten was te weinig om de Zuidelijke stellingen efficiënt te verdedigen.
Hoewel McClellan de vijandelijke sterkte moeilijk kon inschatten, had hij het volste vertrouwen in de sterkte van zijn eigen artillerie. De voorbereidingen rond Yorktown besloegen 15 batterijen met 70 zware kanonnen. Mochten deze kanonnen gelijktijdig vuren, dan kwam er 3,5 ton aan munitie op de vijandelijke stellingen terecht.

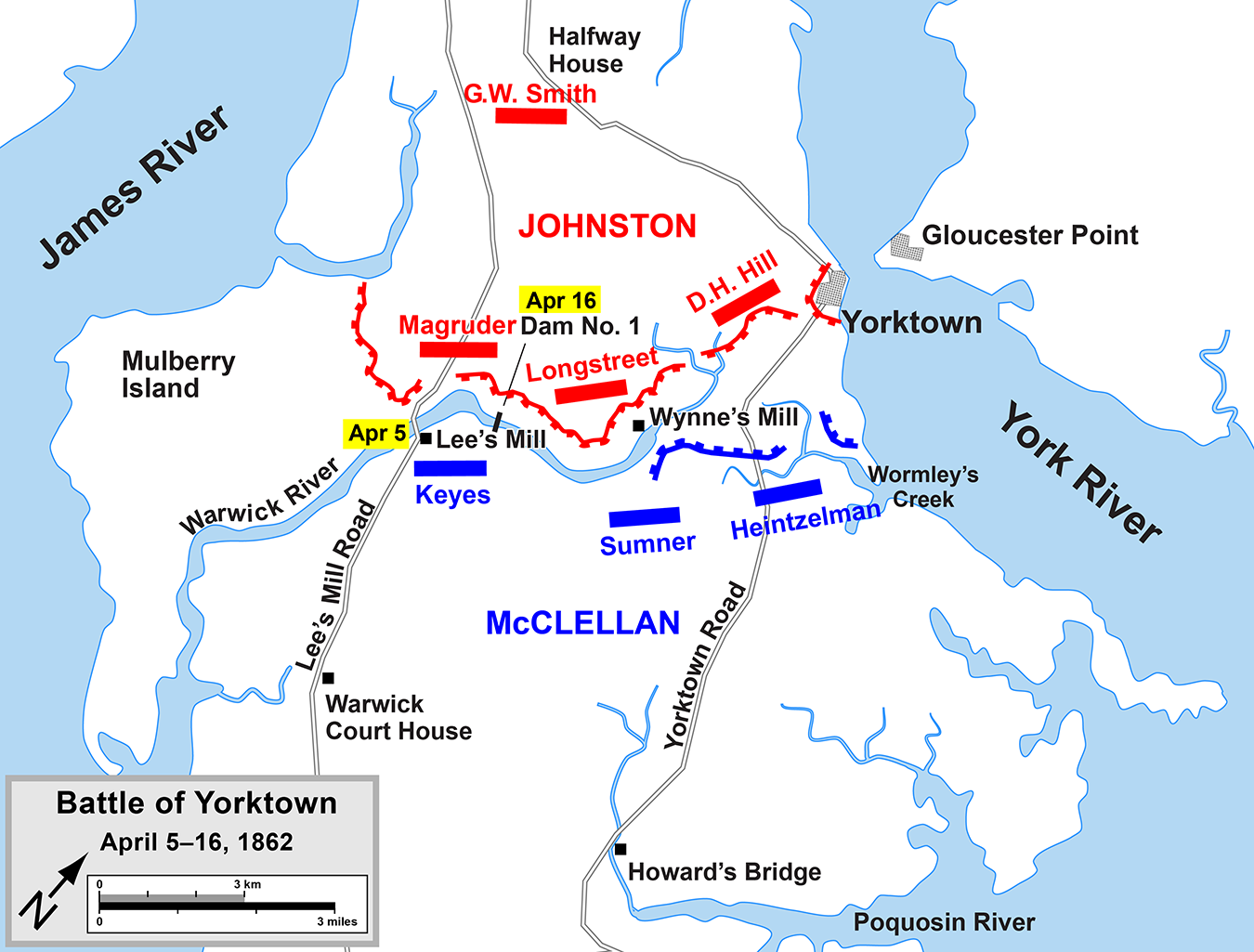
De Slag bij Yorktown (1862)

Op 16 april tastten de Noordelijken een mogelijk zwakke plaats af bij Dam No. 1 dicht bij Lee's Mill. Magruder stuurde onmiddellijk versterkingen naar dit zwakte punt in de Zuidelijke linie. Drie regimenten van brigadegeneraal Howell Cobb versterkten hun positie bij de molen. Zes regimenten werden in reserve gehouden. McClellan dacht dat deze opbouw de verdere uitbouw van zijn batterijen in gevaar zou brengen. Hij stuurde brigadegeneraal William F. "Baldy" Smith, een divisiecommandant van het IV Corps, eropuit om de vijandelijke troepenconcentratie te bemoeilijken.
Rond 15.00 uur staken vier compagnies van de 3rd Vermont Infantry de dam over en verjoegen de weinige verdedigers. Cobb reorganiseerde zijn eenheden om een tegenaanval uit te voeren op de Noordelijken. De Noordelijke infanterie moest zich al vechtend terugtrekken. Ze kregen geen versterkingen van hun eigen linies. Rond 17.00 uur liet Baldy Smith de 6th Vermont de vijandelijke posities aanvallen die verder stroomafwaarts lagen. Tegelijkertijd vielen de 4th Vermont opnieuw de stellingen bij de dam aan. Ook deze aanval mislukte. Sommige gewonden verdronken, toen ze in het ondiepe water rond de dam vielen.
In de tweede helft van april nam Johnston persoonlijk het bevel op zich. Het zuidelijke leger was aangegroeid tot 57.000 soldaten. Terwijl McClellan de tijdrovende voorbereidingen trof om Yorktown te bombarderen, werden de Zuidelijke stellingen verder versterkt. Johnston besefte dat zijn troepen het bombardement moeilijk zouden doorstaan. Hij stuurde op 3 mei zijn bevoorradingswagens naar Richmond. Ontsnapte slaven meldden dit nieuws aan McClellans staf, die het weigerden te geloven. McClellan was ervan overtuigd dat hij tegenover een leger stond van 120.000 manschappen en dat zo’n leger niet zou terugtrekken. In de avond van de 3de mei openden de Zuidelijken zelf het vuur. Na een kort bombardement zwegen de kanonnen. De volgende ochtend steeg Heintzelmann op in een luchtballon en stelde tot zijn verbazing vast dat de Zuidelijke stellingen leeg waren.
McClellan reageerde onmiddellijk. Hij stuurde zijn cavalerie onder leiding van brigadegeneraal George Stoneman in de achtervolging. Brigadegeneraal William B. Franklins divisie werd heringescheept en de rivier opgestuurd om de terugtocht van Johnson stroomopwaarts af te snijden.

### DeSlag bij Williamsburg
Op 5 mei ging Johnstons leger maar traag vooruit. Hij werd vertraagd door de modderige wegen en de schermutselingen tussen zijn eigen cavalerie onder J.E.B. Stuart en Stonemans cavalerie. Om zijn leger de kans te geven om ongehavend het strijdtoneel te verlaten, vormde Johnston een grote achterhoede. Hij liet deze achterhoede Fort Magruder verdedigen, een fort langs de Williamsburg Road. De Slag bij Williamsburg was de eerste grootschalige slag in de veldtocht waarin 41.000 Noordelijken en 32.000 Zuidelijken het tegen elkaar opnamen.
De voorhoede in het Noordelijke leger werd gevormd door de 2nd Division, III Corps onder leiding van brigadegeneraal Joseph Hooker. Hij opende de aanval op de versterkingen rond Fort Magruder, maar de aanval werd afgeslagen. Zuidelijke tegenaanvallen onder leiding van generaal-majoor James Longstreet slaagden er bijna in, om Hookers divisie te overrompelen. Tot dan was Hooker de enige die op het slagveld zijn mannetje stond. Hooker hoopte dat Baldy Smiths divisie naar het geluid van de kanonnen zou marcheren om hem te hulp te komen. Smith moest echter op Sumners bevel halt houden op slechts 1,5 km van het slagveld. Sumner had schrik voor een Zuidelijke aanval op zijn colonne vanuit de versterkingen.
Longstreets soldaten verlieten inderdaad hun versterkingen, maar vielen Hooker aan in de plaats van Sumner. Brigadegeneraal Cadmus M. Wilcox’ brigade zette Hookers slaglinie onder zware druk. Rond 14.30 uur werden Hookers terugtrekkende soldaten te hulp geschoten door Philip Kearnys 3rd Division, III Corps. Kearny reed de slaglinie af, terwijl hij zijn soldaten aanmoedigde met het zwaard in zijn enige hand. De Zuidelijken moesten de Lee's Mill Road prijsgeven en werden teruggedrongen in hun versterkingen. Tot in de late namiddag vonden er nog zware vuurgevechten plaats.
Winfield S. Hancocks 1ste brigade, onderdeel van Baldy Smiths divisie begon rond de middag de linkerflank van Longstreet te bombarderen. Generaal-majoor Daniel H. Hill, bevelhebber van Longstreets reserve, had een brigade gedetacheerd onder leiding van brigadegeneraal Jubal A. Early om het College of William and Mary te bewaken. Early splitste zijn brigade in twee. Twee van zijn vier regimenten stuurde hij door de bossen zonder voorafgaande verkenning. In plaats van de vijandelijke flank aan te vallen, kwamen ze recht voor de Noordelijke kanonnen uit. Early leidde persoonlijk de aanval op Hancocks kanonnen. De aanval werd afgeslagen en Early werd geraakt in zijn schouder.
Hancock kreeg verschillende keren het bevel van Sumner om zich terug te trekken naar Cub Creek. Hij gebruikte de Zuidelijke aanval als excuus om zich niet te moeten terugtrekken. Toen de 24th Virginia in de aanval ging, verscheen Daniel H. Hill uit de bossen met een van de andere regimenten van Early, namelijk de 5th North Carolina. Hill gaf het order tot de aanval, voor hij besefte in welke moeilijke situatie hij verkeerde. Hancock had 3.400 soldaten en acht kanonnen bij zich. Veel meer dan de 1.200 soldaten van Hill die tevens geen artillerieondersteuning had. Hill blies de aanval af voor het goed en wel begonnen was. Hancock ging in de tegenaanval met bajonetten, wat hem roem opleverde in de pers.
De Zuidelijke verloren 1.682 soldaten tegenover 2.283 voor de Noordelijken. McClellan categoriseerde zijn eerste slag verkeerd als een briljante overwinning over een superieure
vijand. Dankzij de veldslag slaagde de meerderheid van Johnstons leger erin, om zich zonder veel verliezen terug te trekken naar Richmond.

### DeSlag bij Eltham's Landing
McClellan had het bevel gegeven aan Franklins divisie om zich in te schepen en de terugtocht van Johnston via een amfibische landing af te snijden. Het inschepen van de soldaten en het materiaal duurde echter twee kostbare dagen. Franklin kwam te laat voor de Slag bij Williamsburg. McClellan echter gaf zijn plan niet op. Hij stuurde naast Franklin nog de divisies van Fitz John Porter, John Sedgwick en Israel B. Richardson de rivier op. Hun bestemming was Eltham’s Landing op de zuidelijke oever van de Pamunkey rivier tegenover de haven van West Point. West Point was ook de eindhalte van de Richmond and York River spoorweg. Deze landingsplaats lag dicht bij een kruispunt, waar het leger van Johnston passeerde op 6 mei.
Franklins soldaten kwamen aan land met lichte bootjes. Eenmaal geland bouwden ze een ponton om de artillerie en de bagagetrein aan land te krijgen. Deze operatie werd na het invallen van de duisternis verdergezet bij fakkellicht. De enige tegenstand kwam van enkele Zuidelijke soldaten die nu en dan geweerschoten losten. Rond 22.00 uur trokken ze zich echter terug.
Generaal-majoor G. W. Smith kreeg het order van Johnston, om de weg naar Barhamsville te beschermen. De divisie van brigadegeneraal William H. C. Whiting en Hampton's Legion moesten deze taak uitvoeren. Op 7 mei werd brigadegeneraal John Newtons brigade door Franklin in de bossen rond de landingsplaats gestationeerd. Twee extra brigades lagen in reserve. Newtons voorste linie werd onder druk gezet door de Texas brigade van brigadegeneraal John Bell Hood. Hampton gaf ondersteuning op Hoods rechterflank.
Toen de tweede brigade van Hood op het toneel verscheen, trokken de Noordelijke troepen zich terug uit de bossen naar de landingsplaats. De Noordelijke kanonneerboten dekten hun terugtocht. Whiting zette zijn artillerie in tegen de kanonneerboten zonder veel succes. De reikwijdte was niet groot genoeg. Rond 14.00 uur trokken de Noordelijken opnieuw de bossen in, nadat de Zuidelijken zich teruggetrokken hadden. Hoewel de slag geen tactische overwinning betekende voor beide zijden, miste Franklin de kans om de terugtrekkende colonnes van Johnston tegen te houden. Johnstons terugtocht werd niet gehinderd.

### Norfolk en deSlag bij Drewry's Bluff
Op 6 mei was president Lincoln naar Fort Monroe afgezakt om de veldtocht persoonlijk te overschouwen. Hij was ervan overtuigd, dat het bezit van Norfolk en de controle van de Jamesrivier tot de mogelijkheden behoorden. McClellan had het echter te druk aan het front om de president te ontmoeten. Als opperbevelhebber gaf Lincoln op 8 mei het order tot de beschieting van Zuidelijke batterijen in het gebied rond Norfolk. Hij verkende het gebied in een klein bootje. Op 10 mei bezetten de Noordelijken onder leiding van generaal-majoor John E. Wool Norfolk zonder tegenstand te ontmoeten.
Na de evacuatie van Norfolk door het Zuidelijke garnizoen, had de CSS Virginia, onder leiding van vlagofficier Josiah Tattnall geen thuishaven meer. De wateren bij Richmond waren te ondiep zodat het schip op 11 mei gekelderd werd. De Noordelijke schepen konden nu ongehinderd de Jamesrivier opvaren.
Het enige obstakel dat Richmond nog beschermde via het water was Fort Darling. Dit fort lag bij Drewry's Bluff op ongeveer 10 km stroomafwaarts van Richmond. Het garnizoen bestond uit mariniers, matrozen en soldaten en stonden onder leiding van commodore Ebenezer Farrand en legerkapitein Augustus H. Drewry (de eigenaar van het terrein). De drie kanonnen en vijf marinekanonnen beheersten het gebied tot kilometres in de omtrek. Scherpschutters hadden zich ingegraven om de beide oevers rond het fort. Op de bodem van de rivier was er een obstakel gevormd door afval en tot zinken gebrachte schepen. Dit obstakel werd door kettingen verbonden met het fort, zodat de doorgang voor vijandelijke schepen vrijwel onmogelijk was.
Op 15 mei werd een detachement van de North Atlantic Blockading Squadron, onder leiding van commodore John Rodgers, naar het fort gestuurd om de vuurkracht te testen.
Om 07.45 uur ankerde de USS Galena op 500 meter van het fort. Voor het lichtgepantserde schip het vuur kon openen werd het geraakt door twee voltreffers van de Zuidelijke batterijen. De slag duurde drie uren. Het schip werd 45 keer geraakt. Er vielen 14 doden en 10 gewonden. De Monitor werd eveneens verschillende keren geraakt. Door het sterke pantser liep het echter geen schade op. Het schip slaagde er niet in om de vijandelijke batterijen te beschieten. De elevatiehoek van de kanonnen was te klein. De USS Naugatuck trok zich terug toen de 100-ponder onbruikbaar werd. Twee houten kanonneerboten bleven veilig buiten het bereik van de batterijen. Toch werd één kapitein gewond door een schot van een scherpschutter op de oevers. Rond 11.00 uur trokken de Noordelijke schepen zich terug naar City Point.
Het Zuidelijke fort had de Noordelijke opmars via het water gestopt op slechts 10 km van Richmond. Rodgers vertelde McClellan dat hij Noordelijke troepen tot op 15 km van Richmond kon brengen via deze weg. Dit voorstel werd echter nooit overwogen.

### De legers naderen Richmond
Johnston trok zijn 60.000 soldaten terug naar de stellingen rond Richmond. De linie liep van Drewry's Bluff, langs de Chickahominyrivier en de moerassen ten oosten van de hoofdstad. Bij de terugtocht werden de meeste bruggen vernietigd over de Chickahominy. Zijn leger nam de stellingen in ten noorden en oosten van de stad. McClellan concentreerde zijn 105.000 man sterke leger tegenover de noordoostelijke sector van de Zuidelijke linie. Dit werd gedaan om twee redenen. Ten eerste, de Pamunkeyrivier was een goede communicatielijn naar de achterhoede en kon gebruikt worden om de linkerflank van Johnston aan te vallen. Ten tweede verwachtte McClellan de komst van het I Corps onder McDowell. Dit korps zou in zuidelijke richting marcheren vanuit Fredericksburg om McClellans leger te versterken. McClellan moest dus deze aanvoerlijn veilig stellen.
Het Army of the Potomac boekte trage vooruitgang. Er werden bevoorradingsplaatsen aangelegd bij Eltham's Landing, Cumberland Landing en White House Landing. White House, de plantage van W.H.F. "Rooney" Lee de zoon van Robert E. Lee, werd ingericht als voor hoofdkwartier van McClellan. Via de Richmond and York River spoorweg werd de belegeringsartillerie naar het front gebracht. McClellan had verkeerde informatie ontvangen over de sterkte van de vijand. Omdat hij dacht dat hij tegenover een overmacht stond, werd ieder manoeuvre met de grootste voorzichtigheid uitgevoerd. Eind mei waren de bruggen over de Chickahominy hersteld. McClellan stuurde twee derde van zijn leger ten noorden van de rivier. Het andere derde werd ten het zuiden van de rivier gestuurd. Deze manoeuvre zou problemen geven bij de Slag bij Seven Pines, omdat de twee legeronderdelen elkaar niet op tijd konden versterken of te hulp schieten.
Op 18 mei reorganiseerde McClellan het leger. Er werden twee nieuwe korpsbevelhebbers benoemd. Fitz John Porter werd bevelhebber van het nieuw opgerichte V Corps. William B. Franklin werd aangesteld tot bevelhebber van het VI Corps. Het leger telde 105.000 manschappen tegenover de 60.000 van Johnston. Door verkeerde spionagerapporten van Allan Pinkerton en slechte interpreaties van de staf geloofde McClellan dat hij tegenover 210.000 vijandelijke soldaten stond. Tussen 23 en 26 mei vonden er geregelde schermutselingen plaats tussen de twee linies. In Richmond waren de zenuwen gespannen. Dit verergerde alleen maar nadat ze de kanonnen bij Drewry's Bluff gehoord hadden.

### DeSlag bij Hanover Court House
Tijdens de veelvuldige schermutselingen tussen de linies hoorde McClellan een gerucht dat er 17.000 Zuidelijken naar Hanover Court House marcheerden. Mocht dit gerucht waar blijken te zijn, was zijn rechterflank in gevaar en zou McDowell misschien geen aansluiting kunnen maken. McClellan stuurde zijn cavalerie eropuit om het gerucht te onderzoeken. De aantallen werden bijgesteld naar 6.000 maar het vormde nog altijd een dreiging voor de flank. McClellan stuurde Porter en het V Corps eropuit om de dreiging af te wenden.
Op 27 mei om 04.00 uur vertrok Porter met de 1st Division, de 3de brigade van de 2nd division en ondersteunende cavalerie en artillerie, samen ongeveer 12.000 soldaten. De Zuidelijke onderdelen telden maar 4.000 soldaten onder leiding van brigadegeneraal Lawrence O'Bryan Branch. Hij was vanuit Gordonsville vertrokken om de Virginia Central spoorweg te beschermen bij Peake’s Crossing op ongeveer 6 km ten zuiden van Hanover Court House. Een andere brigade lag 15 km ten noorden van Hanover Junction.

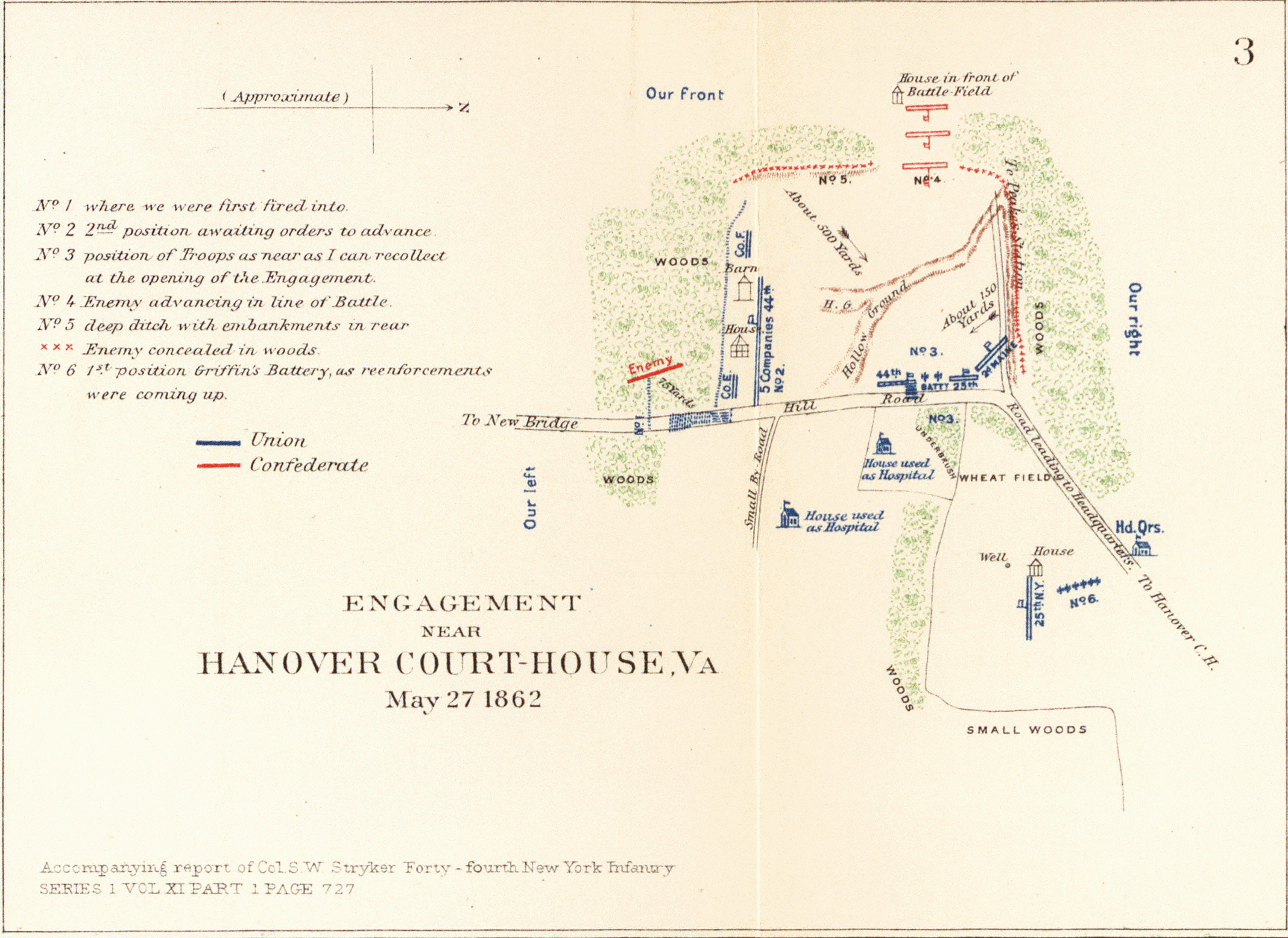
Gevechten bij Hanover Court-House, Virginia.

In de gietende regen bereikten Porters soldaten Peake’s Crossing. Rond de middag van de 27ste mei waren en schermutselingen tussen de voorhoede en de Zuidelijken, tot die door de hoofdmacht van Porters terug gedrongen werden langs de weg naar het Courthouse. Porter zette de achtervolging in met zijn eenheid. Hij liet drie regimenten achter bij het kruispunt van de New Bridge en Hanover Court Housewegen. Dit liet zijn achterhoede vrijwel onbeschermd tegen een aanval van Branchs soldaten. Porter veronderstelde foutief dat Branch bij Hanover Court House verbleef.
Branch veronderstelde eveneens foutief dat de krijgsmacht van Porter veel kleiner was, dan ze in werkelijk telde en viel aan. De openingsaanval werd teruggeslagen. Porter stuurde snel twee regimenten in de strijd. De Zuidelijke linie brak door de grote druk van duizenden Noordelijke soldaten. Ze trokken zich terug via Peake’s Crossing naar Ashland.
De schattingen van de Noordelijke slachtoffers variëren tussen 355 en 397. De Zuidelijken verloren 200 doden en 730 gevangenen. McClellan riep de slag uit tot een grootste en glorieuze overwinning op een vijandelijke overmacht. De realiteit was echter dat de sterke Noordelijke overmacht gewonnen had via een reeks van misrekeningen langs beide zijden. De rechterflank van McClellans leger bleef gevrijwaard hoewel de Zuidelijke aanwezigheid bij Peake’s Crossing niet bedoeld was om de flank aan te vallen. En McDowells korps had de wegen niet nodig omdat het nooit zou aankomenn. Na de nederlaag bij de Eerste Slag bij Winchester tegen Thomas Jackson werd McDowell naar Fredericksburg gestuurd.

## DeSlag bij Seven Pines

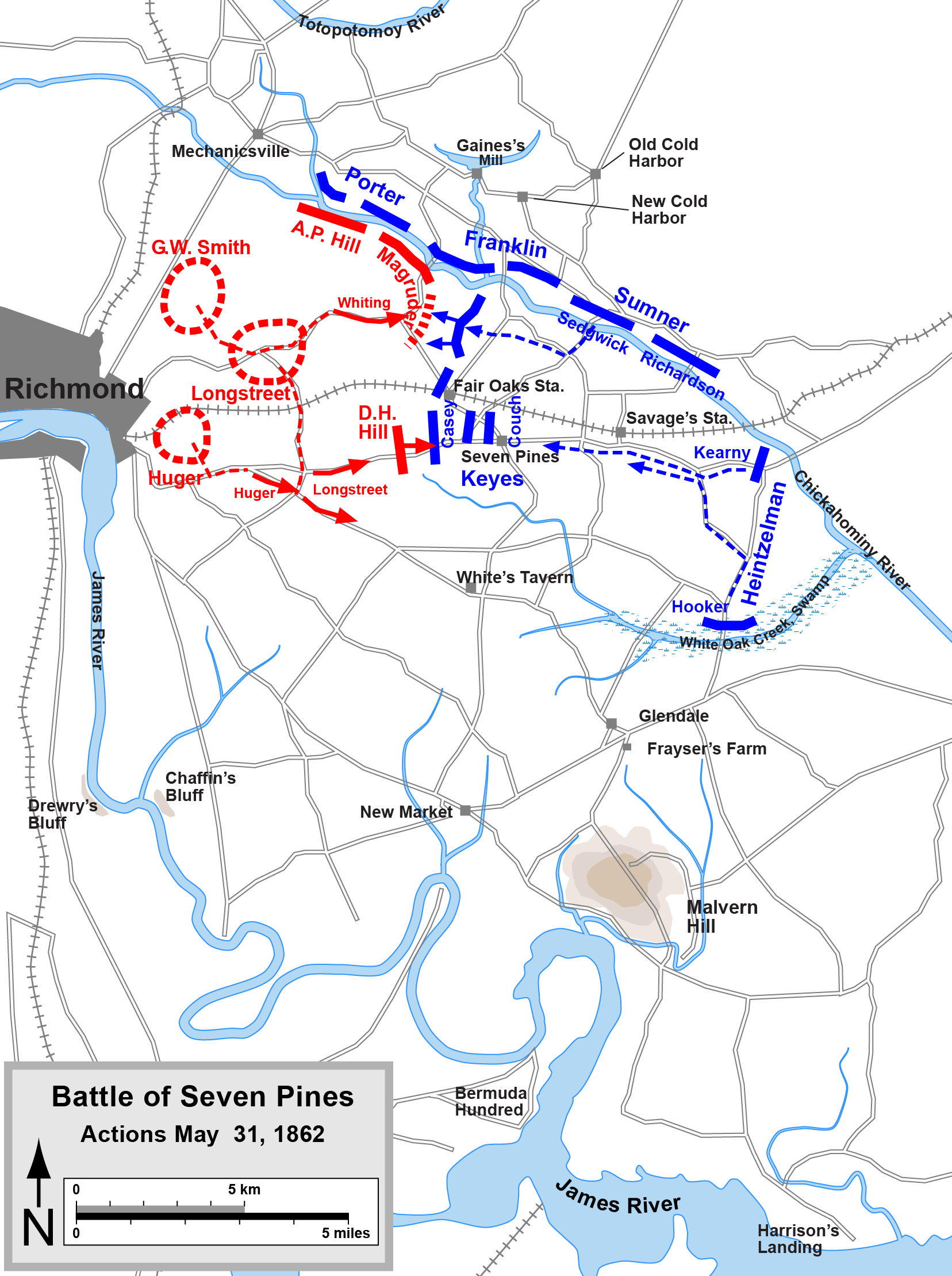
De Slag bij Seven Pines

Johnston zou een belegering van Richmond niet aankunnen. Daarom besliste hij, om McClellan aan te vallen. Hij wilde in eerste instantie de vijandelijke rechterflank aanvallen ten noorden van de Chickahominyrivier, voordat McDowells korps kon aankomen. Op 27 mei hoorde Johnston, dat McDowell naar Fredericksburg gestuurd was in plaats van McClellan te versterken. In plaats van de rechterflank aan te vallen, zou Johnston de twee vijandelijke korpsen ten zuiden van de rivier aanvallen, waardoor de andere drie Noordelijke korpsen geïsoleerd zouden raken aan de noordzijde van de rivier.
Als alles goed uitgevoerd zou worden, zou Johnston met twee derde van zijn leger (22 van de 29 brigades met ongeveer 51.000 soldaten) tegen de 33.000 soldaten van het III en IV Corps kunnen vechten. Het plannen en coördineren van de aanval was complex. De divisies van A.P. Hill en Magruder zouden schijnaanvallen moeten uitvoeren op de Noordelijke rechterflank, terwijl Longstreet de hoofdaanval ten zuiden van de rivier moest uitvoeren. Om dit te doen, moest hij uit drie verschillende richtingen oprukken naar Keyes. Het plan had een grote kans op slagen, omdat de divisie van de Noordelijke brigadegeneraal Silas Casey, deel van het IV Corps, met zijn 6.000 soldaten de minste ervaring had in gevechten. Wanneer het IV Corps verslagen kon worden en het III Corps tegen de rivier kon geblokkeerd worden en daarna vernietigd worden, was het plan geslaagd.
Het complexe plan werd van bij het begin verkeerd aangepakt. Johnston gaf vage orders die veelal zichzelf tegenspraken. Ook het doorgeven van informatie naar de lagere echelons verliep zeer moeilijk tot soms helemaal niet. Longstreet had ofwel zijn bevelen verkeerd begrepen, ofwel had ze aangepast zonder Johnston op de hoogte te brengen. Hij veranderde zijn marsroute zodat hij op Hill botste. Dit bracht vertragingen met zich mee en versmalde het front bij de aanval. Het zware onweer in de nacht van 30 mei maakte er alles niet eenvoudiger op. De rivier trad buiten haar oevers. De meeste Noordelijke bruggen werden vernield en de wegen veranderden in modderpoelen.
De aanval begon slecht in de vroege ochten van de 31ste mei. Longstreet marcheerde langs de Charles City Road en sloeg de Williamsburg Road in in plaats van de Nine Mile Road. Hugers marsorders bevatten niet het tijdstip van de aanval en werd maar wakker gemaakt toen een divisie in de buurt passeerde. Johnston en Smith, zijn rechterhand, waren niet op de hoogte van de vertraging van Huger en de positie van Longstreet. Ze wachtten in het hoofdkwartier op nieuws, voor ze de aanval van start zouden laten gaan. Vijf uur na de voorziene start, om 13.00 uur, stuurde de ongeduldige D.H. Hill zijn brigades in de aanval tegen Casey’s divisie.
Casey’s slaglinie kwam onder zware druk te staan. Enkele soldaten trokken zich al terug. De meesten vochten verbeten om hun opgehoogde verdedigingswerken te houden met veel slachtoffers tot gevolg. De Zuidelijken hadden slechts vier van hun dertien brigades ingezet, zodat ze niet met hun volle overwicht de aanval hadden ingezet. Casey vroeg om versterkingen bij Keyes, die traag reageerde. Uiteindelijk braken de Zuidelijken door de Noordelijke slaglinie. Hierbij veroverden ze een Noordelijke redoute. Casey’s soldaten trokken zich terug naar hun tweede linie bij Seven Pines.
Hill, versterkt met regimenten van Longstreet, viel de twee Noordelijke linie aan rond 16.40 uur bij Seven Pines. Hill voerde een flankeerbeweging uit om de rechterflank van Keyes te treffen. Dit deed de Noordelijke linie terugvallen op de Williamsburg Road. Ondertussen marcheerde Johnston met drie brigades van Whitings brigade langs de Nine Mile Road en ontmoette sterke tegenstand bij Faire Oaks Station op de rechterflank van Keyes linie. Er arriveerden sterke Noordelijke versterkingen op het slagveld. Brigadegeneraal Edwin C. Sumner had het kanongebulder gehoord en stuurde op eigen initiatief de divisie van John Sedgwick de rivier over om te gaan helpen. Toen de laatste soldaten over de gammele Grapevinebrug gemarcheerd hadden, stortte de brug in. Sedgwicks soldaten vormden de sleutel tot het breken van Whitings aanval.

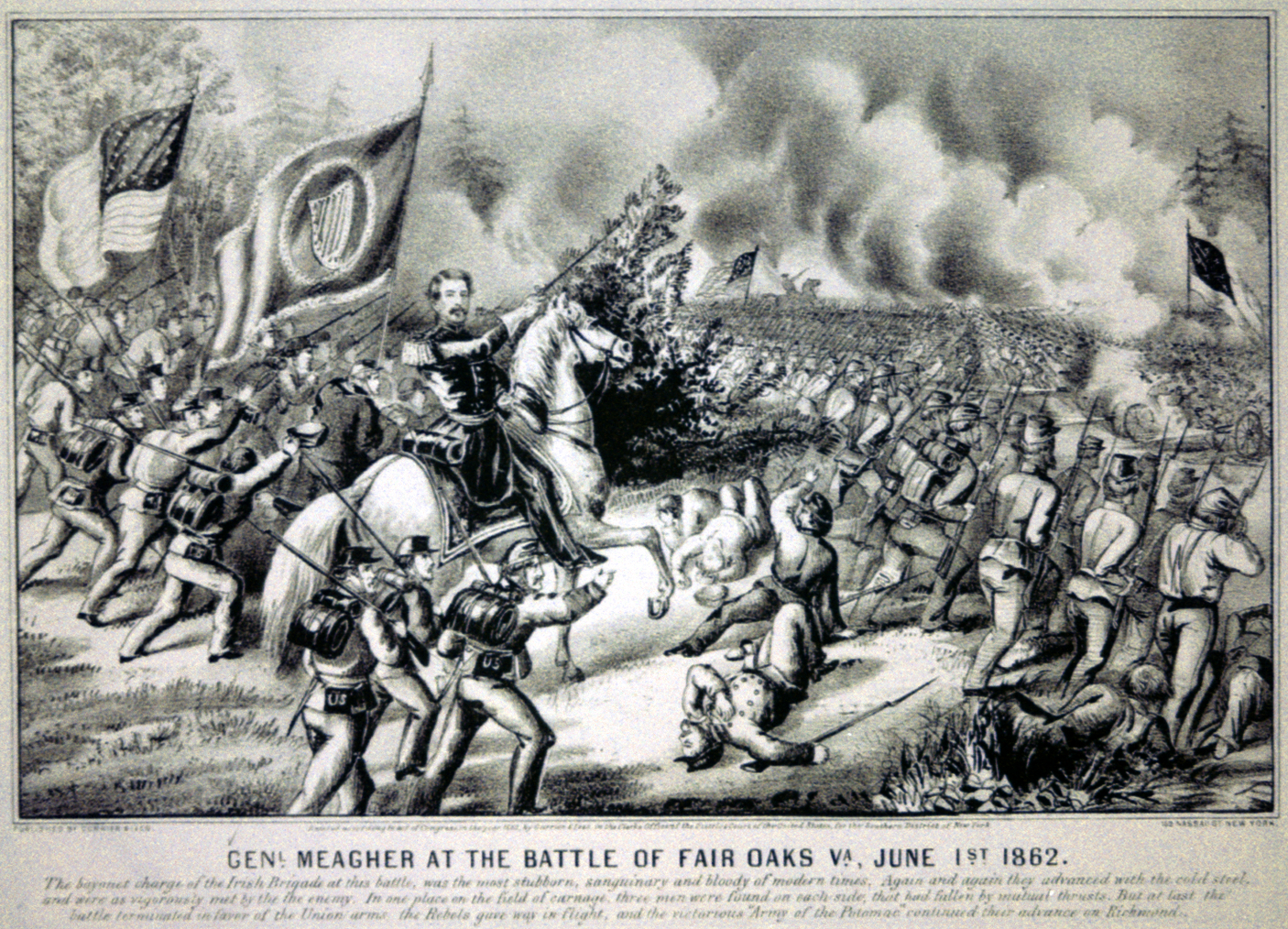
Brigadegeneraal Thomas Francis Meagher tijdens de slag

Bij het invallen van de duisternis was Johnston gewond geraakt en geëvacueerd naar Richmond. G.W. Smith nam het bevel op zich. Hij had een slechte gezondheid en was zeer onzeker over de te nemen stappen. Hij liet een slechte indruk na bij Jefferson Davis en Robert E. Lee. Nadat de gevechten gestopt waren, werd Smith vervangen door Lee als bevelhebber van de Army of Northern Virginia.
Op 1 juni hernieuwden de Zuidelijken onder Smith de aanval op de Noordelijke linie. De Noordelijken hadden versterkingen ontvangen. Rond 11.30 uur trokken de Zuidelijken zich terug. McClellan arriveerde op het slagveld. De dagen voordien was hij ziek geweest. De Noordelijken zouden geen tegenaanval uitvoeren.
Beide zijden eisten de overwinning op. De Noordelijken telden 5.031 slachtoffers en de Zuidelijken 6.134.
McClellans opmars naar Richmond werd een halt toegeroepen. De Zuidelijken trokken zich terug naar de verdedigingslinies rond Richmond. De Noordelijken spraken altijd over de slag bij Faire Oaks Station, omdat ze daar hun beste beentje hadden voorgezet in de gevechten. De Zuidelijken spraken voor dezelfde reden van de slag bij Seven Pines.

## Gevolgen en deZevendagenslag
Ondanks de geclaimde overwinning na Seven Pines, was McClellan geschokt. Hij stelde zijn leger, uitgezonderd het V Corps, op ten zuiden ten van de rivier. Hoewel hij nog plannen maakte om Richmond te belegeren en te veroveren, was hij het initiatief definitief kwijt.
Lee maakte van de pauze gebruik om de versterkingen rond Richmond te verstevigen en ze uit te breiden naar Chaffin’s Bluff bij de James River. Ten zuiden van de James werden de versterkingen tot bij Petersburg uitgebreid. De totale lengte bedroef 50 km. Om tijd te winnen bij het vervolledigen van de versterkingen en het plannen van een eigen offensief, paste Lee een oude truc toe om zijn leger groter te laten lijken dan het in werkelijkheid was. McClellan was eveneens onder de indruk van J.E.B. Stuarts rit rond het volledige Noordelijke leger. Hoewel dit geen tactische voordelen met zich meebracht.
De tweede fase van de Schiereilandveldtocht kon allerminst positief genoemd worden voor het Noordelijke leger. Lee lanceerde een reeks van zware tegenaanvallen ten oosten van Richmond tijdens de Zevendagenslag van 25 juni tot 1 juli. Hoewel geen enkele van deze slagen een substantiële Zuidelijke tactische overwinning was, droeg de vasthoudendheid van Lee en het verschijnen van Jackson op het strijdtoneel ertoe bij, om McClellan de das om te toen. Hij trok zijn leger terug naar de James River. Lincoln deed het leger naar Washington terugkeren om generaal-majoor John Popes leger te ondersteunen in de Veldtocht in noordelijk Virginia en de Tweede Slag bij Bull Run. Het schiereiland zou relatief rusting blijven tot mei 1864 toen generaal-majoor Benjamin Butler een invasie uitvoerde in de zogenaamde Bermuda Hundred-veldtocht.